# Caryodaphnopsis bilocellata
Caryodaphnopsis bilocellata är en lagerväxtart som beskrevs av H. van der Werff & N. K. Dao. Caryodaphnopsis bilocellata ingår i släktet Caryodaphnopsis och familjen lagerväxter. Inga underarter finns listade i Catalogue of Life.